# Portrait de Constantin Artsybouchev
Le Portrait de Constantin Artsybouchev (en russe : Портрет К. Д. Арцыбушева), réalisé par Mikhaïl Vroubel en 1897, se trouve aujourd'hui à la Galerie Tretiakov à Moscou.
C'est le portrait d'un industriel russe actif à l'époque de l'émergence du capitalisme en Russie, dans le domaine ferroviaire. Artsybouchev est l'un des directeurs du conseil d'administration de la Société du chemin de fer Moscou-Iaroslavl-Arkhangelsk. Il est aussi collectionneur d'œuvres d'art et notamment de tableaux de Valentin Serov, Mikhaïl Vroubel, Constantin Korovine. 
L'intelligentsia russe de la seconde moitié du XIXe siècle était formée d'hommes éduqués en Europe occidentale. Le personnage représenté par Vroubel est un de ces hommes nouveaux de la Russie industrialisée. C'est un pays dans lequel ce n'est plus seulement la noblesse qui est prisée, mais aussi le talent, l'esprit d'entreprise. Rien d'ostentatoire dans le décor choisi par Vroubel. Artsybouchev est assis à son bureau avec des livres étalés devant lui. Au fond de la pièce, une étagère contient un mélange de livres et de papiers d'affaires. Le nœud de papillon d'Artsybouchev ainsi que le tapis derrière sa chaise viennent relever de rouge les nuances grises et vertes de la toile. C'est un portrait dans la tradition réaliste, mais avec la touche caractéristique de Vroubel. Le personnage ne pose pas, mais au contraire s'abandonne à la rêverie, dans un cadre confortable et familier. Cependant, de l'image de l'industriel, se dégage une tension, une dynamique interne typiquement vroubelienne. La tête est penchée, les épaules sont tournées vers le spectateur, le regard est sombre sous de larges sourcils, les pensées du personnage ne sont pas dans le monde de la contemplation, mais dans la concentration intellectuelle. Quand il a réalisé ce portrait, Vroubel avait déjà imaginé et réalisé des croquis de son Démon.
Artsybouchev a acheté à Vroubel un panneau intitulé Venise et il a commandé un portrait de son époque qui n'a jamais été achevé par Vroubel.